# Lunay
Lunay település Franciaországban, Loir-et-Cher megyében. Lakosainak száma 1260 fő (2022. január 1.). Lunay Fontaine-les-Coteaux, Fortan, Mazangé, Montoire-sur-le-Loir, Les Roches-l’Évêque, Saint-Rimay, Savigny-sur-Braye és Thoré-la-Rochette községekkel határos.

## Népesség
A település népességének változása:
| Lakosok száma | 1011 | 1207 | 1213 | 1328 | 1284 | 1276 | 1267 | 1253 | 1250 | 1260 |
|               | 1968 | 1982 | 1990 | 2006 | 2013 | 2015 | 2017 | 2019 | 2020 | 2022 |